# Fendlera falcata
Fendlera falcata là một loài thực vật có hoa trong họ Tú cầu. Loài này được Thornber mô tả khoa học đầu tiên năm 1913.